# セマンティック・ウェブ
セマンティック・ウェブ（英: Semantic Web）は W3C のティム・バーナーズ＝リーによって提唱された、ウェブページの意味を扱うことを可能とする標準やツール群の開発によってワールド・ワイド・ウェブの利便性を向上させるプロジェクト。セマンティック・ウェブの目的はウェブページの閲覧という行為に、データの交換の側面に加えて意味の疎通を付け加えることにある。
現在のワールド・ワイド・ウェブ上のコンテンツは主にHTMLで記述されている。HTMLでは文書構造を伝えることは可能だが、個々の単語の意味をはじめとする詳細な意味を伝えることはできない。これに対し、セマンティック・ウェブはXMLによって記述した文書にRDFやOWLを用いてタグを付け加える。この、データの意味を記述したタグが文書の含む意味を形式化し、コンピュータによる自動的な情報の収集や分析へのアプローチが可能となると期待されている。オントロジーを扱う階層まではW3Cにより標準化されているが、それ以上の階層の開発は難しいため、実現と標準化には長期間掛かると予想されている。また、既存のWebサイトに対するメタデータ付与の作業が必要であるため、Web全域への普及に関しても長期間掛かると予想されている。
セマンティックウェブはXML、XML Schema、RDF、RDF Schema、OWLなどの標準およびツール群から構成されている。「OWL ウェブ・オントロジー言語概要」はセマンティックウェブにおけるこれら標準およびツール群の機能・関連について述べている。
近年では、Google検索のリッチスニペットなどの応用例が存在する。

## Web 3.0との関係
バーナーズ＝リーの理論によると、現世代のWeb 2.0までのウェブはまだ「ドキュメントの網」。次は「データの網」の具現が課題であり、それがWeb 3.0である。Ｗeb2.0上の全てのSVGの関係性と大量の横断的データが統合されたセマンティックウェブにアクセスできる時に実現が可能になるのではないかとしている（2006年）。